# Guillermo Gómez Windham
Guillermo Gómez Windham (1880-29 de diciembre de 1957) fue un escritor filipino en lengua española, nació en Iloílo en 1880, hijo de cónsul británico y de madre andaluza.
Escribió artículos, cuentos y poemas que se publicaron en periódicos de Iloílo y de Manila. Comisionado de Aduanas durante la ocupación americana, llegó a ser Secretario de Finanzas. Miembro de la Academia Filipina, que la representó en el Segundo Congreso de Academias de la Lengua en Madrid.
Fue el primer ganador del Premio Zóbel en 1922 por una colección de novelas cortas titulada La Carrera de Cándida. 
Fue tío abuelo del actual escritor filipino en lengua española, Guillermo Gómez Rivera.

## Obras
- La carrera de Cándida.
- La aventura de Cayo Malínao, Los ascensos del inspector Rojo, Tía Pasia: (novelas filipinas contemporáneas)